# بازار پنجابی (ونکوور)
بازار پنجابی که همچنین به عنوان هند کوچک شناخته می‌شود، یک منطقه تجاری و قومی در شهر ونکوور، استان بریتیش کلمبیا است. منطقه پنجابی که به‌طور رسمی توسط این شهر به عنوان یک جامعه تجاری و فرهنگی عمده جنوب آسیا، کانادایی هندی‌تبار و پنجابی شناخته شده است، تقریباً یک بخش شش بلوکی از خیابان اصلی در اطراف خیابان چهل و نهم در محله سان‌ست است.
بازار پنجاهمین سالگرد خود را در روز ۳۱ مه ۲۰۲۰، تقریباً به سبب همه‌گیری کووید، جشن گرفت.

## تاریخچه
روزهای اولیه مهاجرت
در دهه ۱۸۹۰، اولین مهاجران جنوب آسیا از پنجاب وارد ونکوور شدند. گفته شده است که نام اولین سکونتگاه هندی‌ها در کانادا به اسم پالدی، به یاد نام روستایی در نزدیکی منطقه هوشیارپور در پنجاب، انتخاب شده است. آنها در کیتسیلانو (Kitsilano)، نزدیک خیابان یکم و خیابان بُرارد (Burrard) ساکن شدند که در آنجا افراد زیادی در کارخانه چوب‌بری و سایت‌های ساخت‌وساز در سراسر منطقه لوئر مین‌لند به کار مشغول بودند. این باور جاری است، هندی‌هایی که بعد به ونکوور مهاجرت کردند با همان رفتارهای رنج‌آوری مواجه شدند که با چینی‌ها (محله چینی‌ها) و ژاپنی‌ها (محله ژاپنی‌ها) صورت گرفت. آنها در معرض سوگیری و خصومت جامعه غالب و برتر آنگلوساکسون و کوارترهای ناهمبسته با منطقه آنها و مناطق ناهمگون مسکونی در شهر قرار داشتند. بیشتر ساکنان جدید به دنبال خانه‌هایی امروزی و مطلوب خود (established homes) هستند و اینکه درآمد مطمئن معقولی کسب نمایند. آنها در ناحیه‌ای نزدیک مِین استریت و خیابان چهل و نهم مستقر شدند و در آنجا و سراسر شهر برای امرار معاش خود، تعداد زیادی رستوران و کسب‌وکار بر پا کردند. مهاجران تازه‌وارد، نگرش و عادت‌های متمایزی با خود آوردند که بر موارد انتخاب غذا، کار و تفریح و سرگرمی تأثیر گذاشت.
استقرار
با گذشت زمان، ساکنان محله را بیشتر کانادایی هندی‌تبار تشکیل دادند و در روز ۳۱ مه ۱۹۷۰، سوچا سینگ و هاربانس کائور کلر (Harbans Kaur Claire) اولین مغازه را در مِین استریت باز کردند که بعد ده‌ها مغازه دیگر بین خیابان‌های چهل و هشتم تا پنجاهم، به آنها ملحق شدند.
جهت بازشناسی اهمیت تجاری و فرهنگی بازار، در سال ۱۹۹۳ اولین تابلوی خیابان به صورت دو زبانه، انگلیسی و پنجابی، در نبش خیابان چهل و نهم و مین استریت نصب شد.
روزگار کنونی
در حال حاضر بازار پنجابی در دوره تغییر شکل به سر می‌برد. این امر که از دهه ۱۹۸۰ به تدریج شروع شد، حومه‌نشینی جامعه جنوب آسیا باعث شد به خاطر کرایه خانه بالا و قیمت مسکن برای خانه‌هایی با متراژهای تا حدودی کوچک، بسیاری از شرق  ونکوور جنوبی به شهر سوری و منطقه شهری دلتا نقل مکان کنند.
موج جدید مهاجران جنوب آسیا در دهه‌های ۱۹۹۰ و ۲۰۰۰، که به خاطر خانه‌های ارزانتر املاک بزرگتر وسوسه شده بودند، ترجیح دادند در سوری و دلتا ساکن شوند. با افزودن موضوع اجاره بالا برای مغازه‌های خرده‌فروشی و در نظر گرفتن تغییر جغرافیایی مرکز سکونت مصرف‌کننده، در طی دو دهه گذشته زوال بازار پنجابی در ونکوور جنوبی به عنوان منطقه برجسته جنوب آسیای مرکز شهری به وقوع پیوسته است، ضمن اینکه گزارش‌ها در سال ۲۰۱۳ حاکی از افزایش روند مکان‌های فاقد کسب‌وکار در بازار بود.
در سال ۲۰۱۶، شهر ونکوور برای اولین مرتبه بررسی و پروسه برنامه‌ریزی اجتماعی برای بازبینی سیاست‌های محله‌ای که بر هنر، فرهنگ، کسب و کار خرده‌فروشی و فضاهای عمومی تأثیر می‌گذارند را به کار گرفت. در ماه اکتبر ۲۰۱۹، شش رویداد مشارکت اجتماعی با بازخورد در مورد اولویت‌های مورد نظر ساکنان و صاحبان کسب‌وکار برگزار شد. پرسنل امور شهر ونکوور، چکیده‌ای از برنامه را ارائه کردند که اولویت‌های عمومی و ۸ اقدام پیشنهادی برای شورای شهر را در بر می‌گرفت تا برای کوتاه‌مدت در نظر بگیرند.

## منطقه پنجابی

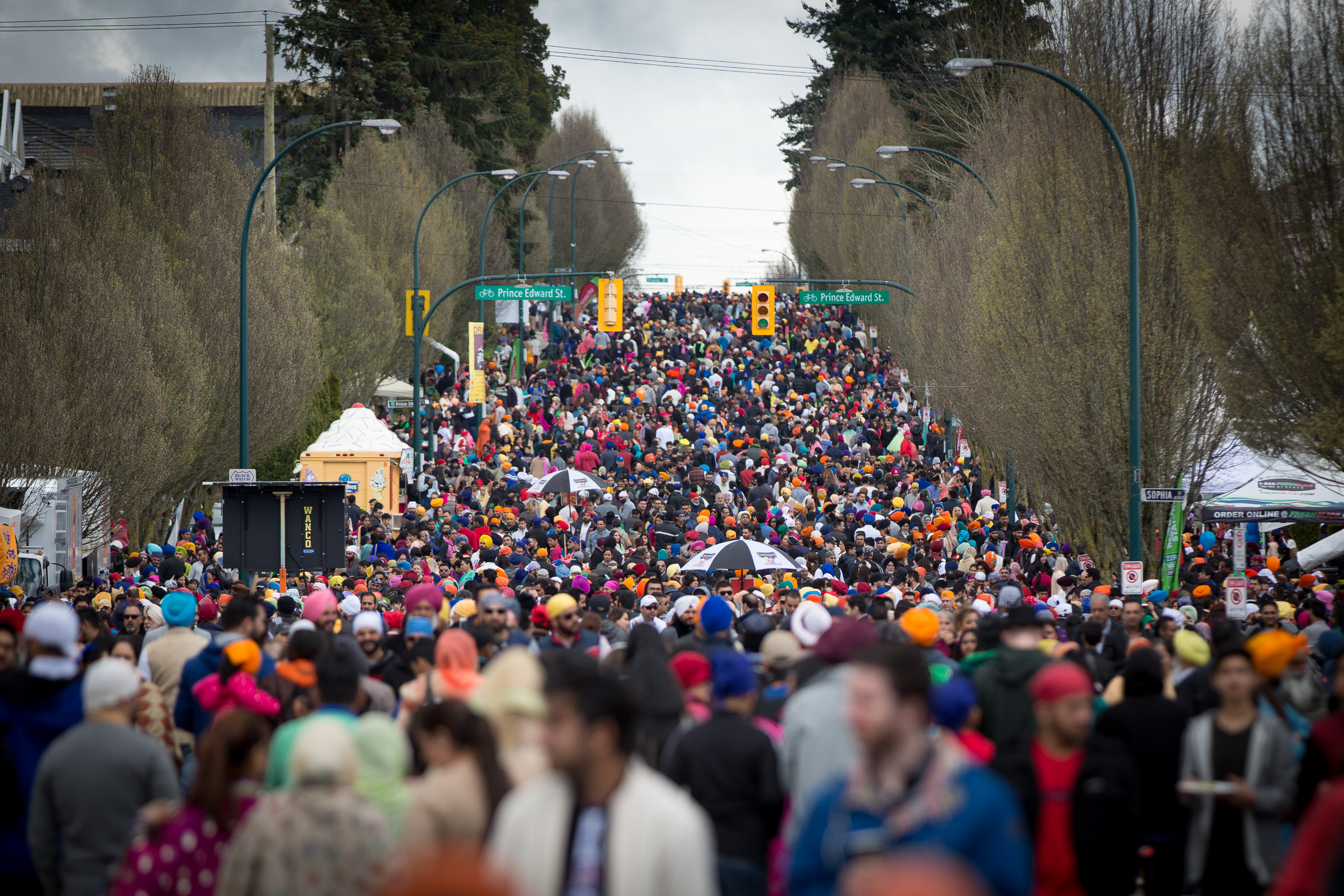
راهپیمایی عمومی وایساخی ۲۰۱۷، بازار پنجابی، ونکوور

با گذشت سالها، این محله به‌طور فزاینده‌ای در میان نزدیک به ۳۰۰٬۰۰۰ نفر از مقیم‌های جنوب آسیا در این شهر، به عنوان نقطه کانونی فرهنگ و تجارت محبوب شد. تعدادی رستوران هندی، شیرینی‌فروشی و خواربارفروشی وجود دارد که غذاهای مناطق مختلف شبه قاره را در معرض فروش قرار داده‌اند؛ همچنین مشاغل دیگری وجود دارند که به جامعه هندو-کانادایی و گردشگران خدمات ارائه می‌دهند.
این بازار به دلیل وجود لباس‌های قومی هندی فراوان و اجناس جشن عروسی که در دسترس است، به مقصد خرید بسیاری از عروسی‌ها تبدیل شده است. همچنین تعداد قابل توجهی از جواهرفروشی‌ها در این باریکه وجود دارد که گفته می‌شود متمرکزترین تعداد جواهر فروشان در این کشور است.

## رویدادها
از سال ۱۹۷۹، انجمن دیوان خالصا هر سال در ماه آوریل، جشن وایساخی را در گردواره راس استریت به صورت جشن عمومی برگزار می‌کند. شادیانه‌ها، بزرگ‌ترین راهپیمایی سالیانه یکروزه ونکوور را در بر می‌گیرد که در آن، تا ۳۰۰٬۰۰۰ نفر از مردم گرد هم می‌آیند تا پیدایش دین سیک را جشن بگیرند.